# Historia civil-diplomática-eclesiástica antigua y moderna de la ciudad de San Sebastián
Historia civil-diplomática-eclesiástica antigua y moderna de la ciudad de San Sebastián es una obra del religioso, historiador y traductor español Joaquín Antonio de Camino y Orella, publicada por primera vez en 1892, a título póstumo.

## Descripción
| «En fin, el estilo de esta obra se ha procurado saliese acomodado á la naturaleza del escrito, que no pide tan sublime como la declamacion y el poema; pero ha de ser más noble que el familiar, sobre todo en los asuntos grandes y golpes heróicos. Debe evitar los extremos de la sequedad ática, y las gracias demasiado floridas. No es fácil dar gusto á todos: nos contentarémos con haber satisfecho á los inteligentes, y haber servido á la pública utilidad» —El autor, en el «Proemio» |

Los textos, manuscritos por Joaquín Antonio de Camino y Orella, se habían publicado previamente en la revista Euskal-Erria, pero no se recopilaron en forma de libro hasta 1892, fecha en que, ya a título póstumo, salió de la imprenta donostiarra de los Hijos de I. R. Baroja, sita en la plaza de la Constitución. Comienza la primera parte con una «breve descripcion corográfica» de la ciudad y se adentra ya a partir del segundo capítulo en la antigüedad, a la que siguen más de cien páginas hasta llegar al reinado de Carlos III de España. En una segunda parte, repasa las poblaciones de Alza, Pasajes de San Juan e Igueldo y describe asimismo conventos, monasterios, hospitales, puentes y varones notables, entre otros elementos. «En toda la obra hemos cuidado afianzar lo que escribimos sobre testimonio seguro de los autores que hemos podido leer, y sobre la fé de los instrumentos que hemos registrado con escrupulosidad. Lo contrario, sería hablar de cabeza, ó como dicen, de memoria. Todo lo que sea apócrifo y falso hemos rechazado enteramente, sabiendo que nada es más importante á la historia que la verdad inviolable, ó á lo menos la verosimilitud donde no s descubre claramente aquella», asevera el autor en el prólogo. José Ignacio Tellechea Idígoras, en la reseña biográfica que esboza del autor para el Diccionario biográfico español, la tilda de «importante obra».